# 허리케인 버사 (2008년)
허리케인 버사(Hurricane Bertha, 번호 AL022008)는 2008년 대서양에서 발생한 허리케인이며, 7월에 대서양에서 발생한 허리케인 중 제일 동쪽에서 발생하였고, 또한 17일 동안 활동하여 7월 대서양에서 가장 오랫동안 활동한 허리케인으로 기록되었다.

## 허리케인의 진행

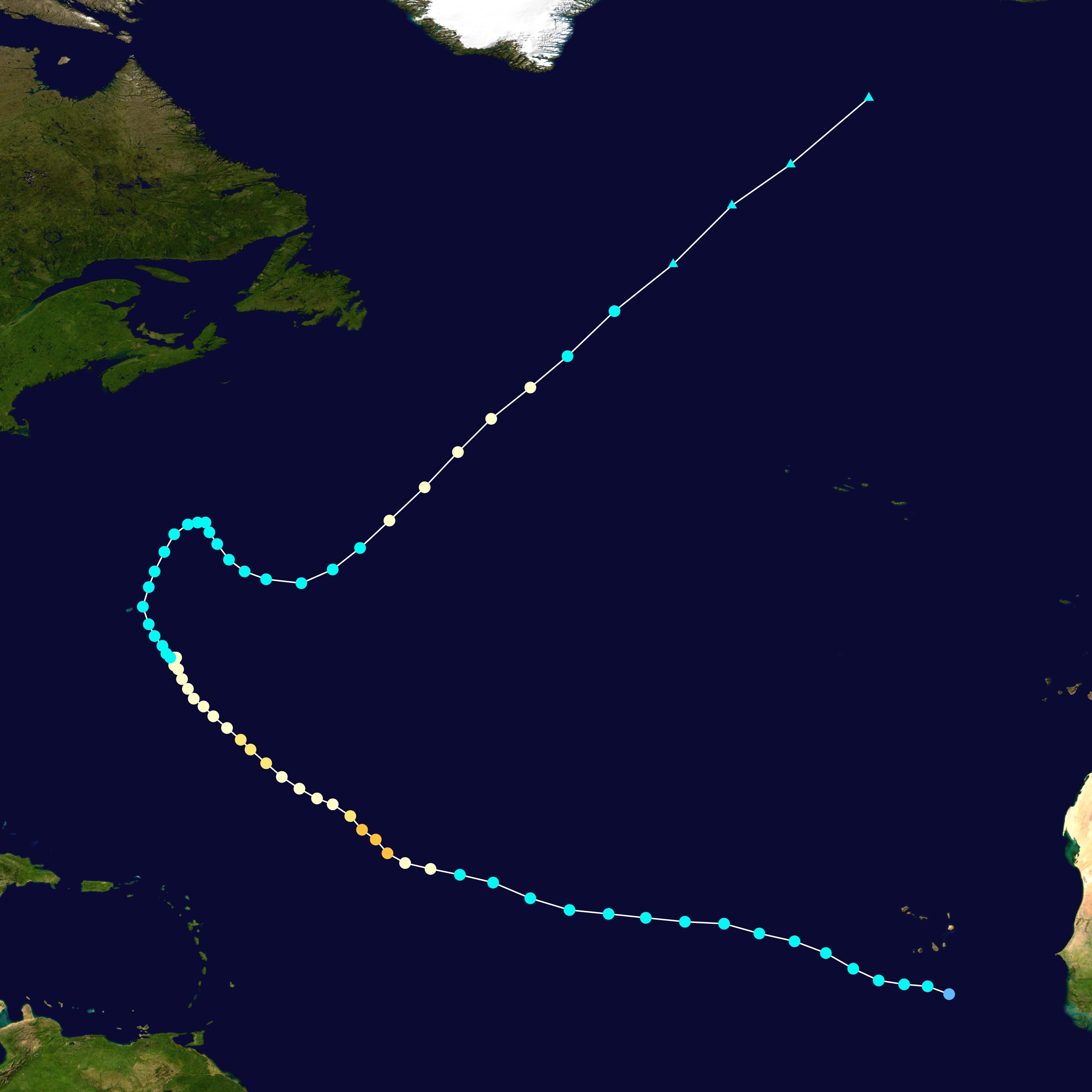
허리케인의 이동 경로

2008년 7월 1일 아프리카 서쪽 연안에서 열대파동이 발생하였고,7월 2일에 열대 파동은 저기압으로 발달하였다.7월 3일 미국 국립허리케인센터는 이 저기압을 열대저기압 제2호로 지정하였고, 6시간 후 열대저기압 제2호는 더욱 발달하여 열대폭풍 "버사"가 되었으나, 수온이 낮아 크게 발달하지는 못하였다.7월 6일부터 허리케인 버사의 중심부에 눈이 보이기 시작하였고, 7월 7일에 열대폭풍 등급에서 허리케인 등급으로 발달하였다. 그리고 같은 날 오후에 3등급 허리케인으로 급격하게 발달하였다.

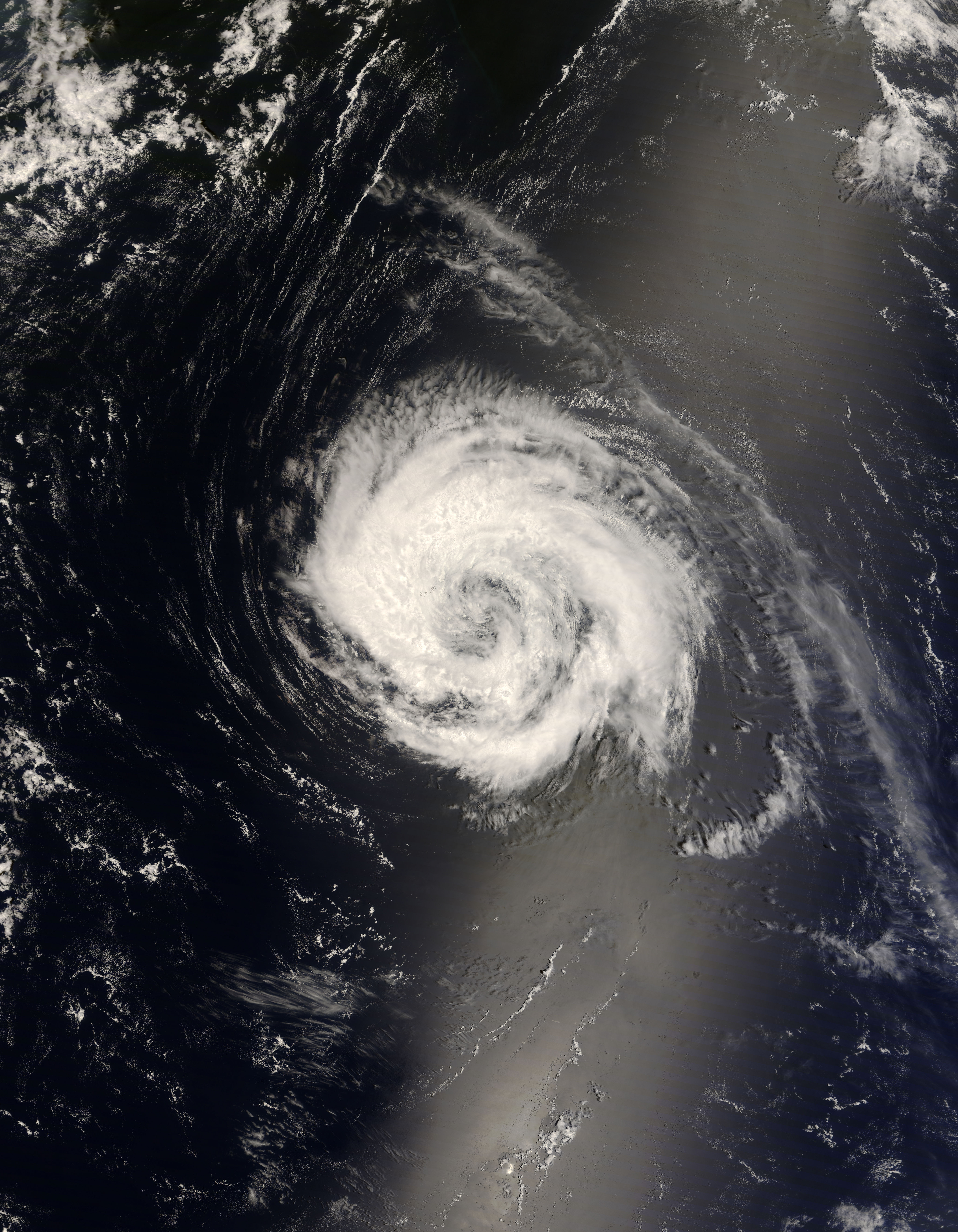
2008년 7월 14일에 촬영한 허리케인 버사 (버뮤다 상공)

7월 8일 오전에 허리케인 버사는 2등급 허리케인으로, 그리고 같은 날 오후 늦게 1등급 허리케인으로 급격히 약화되었으나, 다음 날에 다시 2등급으로 발달하였다. 그러나 7월 10일 허리케인 버사의 중심(허리케인의 눈)의 위치가 바뀌면서 다시 1등급으로 약화되었다. 허리케인 버사의 진행 속도도 점점 느려져, 7월 12일에는 버뮤다 남동쪽 해상에서 거의 움직이지 않았다. 낮은 수온으로 인하여 허리케인 버사는 7월 14일에 열대폭풍(TS)으로 약화되었고, 버뮤다 동북동쪽 약 60km 부근 해상을 통과하였다. 버뮤다 지역을 통과한 이후 허리케인 버사의 진로가 점차 변하여, 7월 16일에 남동진하기 시작하였다. 그러나 며칠 후에 다시 북동진을 하기 시작하여, 7월 18일에 잠시 1등급 허리케인으로 발달하였지만, 고위도로 진출하면서 7월 19일에 열대폭풍으로 약화되었고, 7월 20일에 온대저기압으로 소멸하였다.

## 시간별 허리케인 정보
| 형태       | 날짜 및 시간 (UTC) | 위도 (°N) | 경도 (°W) | 바람 (kt) | 기압 (hPa) | ACE    |
| ---------- | ------------------ | --------- | --------- | --------- | ---------- | ------ |
| 열대저기압 | 7월 3일 6시        | 12.7      | 22.9      | 30        | 1008       | 0.0000 |
| 열대폭풍   | 7월 3일 12시       | 13.1      | 24.0      | 35        | 1006       | 0.1225 |
| 열대폭풍   | 7월 3일 18시       | 13.2      | 25.2      | 35        | 1006       | 0.1225 |
| 열대폭풍   | 7월 4일 0시        | 13.4      | 26.5      | 40        | 1006       | 0.1600 |
| 열대폭풍   | 7월 4일 6시        | 14.2      | 27.8      | 40        | 1003       | 0.1600 |
| 열대폭풍   | 7월 4일 12시       | 14.8      | 29.2      | 45        | 1000       | 0.2025 |
| 열대폭풍   | 7월 4일 18시       | 15.4      | 30.8      | 45        | 1000       | 0.2025 |
| 열대폭풍   | 7월 5일 0시        | 15.8      | 32.6      | 45        | 1000       | 0.2025 |
| 열대폭풍   | 7월 5일 6시        | 16.3      | 34.4      | 45        | 1000       | 0.2025 |
| 열대폭풍   | 7월 5일 12시       | 16.4      | 36.4      | 45        | 1000       | 0.2025 |
| 열대폭풍   | 7월 5일 18시       | 16.6      | 38.4      | 45        | 1000       | 0.2025 |
| 열대폭풍   | 7월 6일 0시        | 16.8      | 40.3      | 45        | 1000       | 0.2025 |
| 열대폭풍   | 7월 6일 6시        | 17.0      | 42.3      | 45        | 1000       | 0.2025 |
| 열대폭풍   | 7월 6일 12시       | 17.6      | 44.3      | 45        | 1000       | 0.2025 |
| 열대폭풍   | 7월 6일 18시       | 18.4      | 46.2      | 45        | 1000       | 0.2025 |
| 열대폭풍   | 7월 7일 0시        | 18.8      | 47.9      | 55        | 994        | 0.3025 |
| 허리케인   | 7월 7일 6시        | 19.1      | 49.4      | 65        | 987        | 0.4225 |
| 허리케인   | 7월 7일 12시       | 19.4      | 50.7      | 80        | 975        | 0.6400 |
| 허리케인   | 7월 7일 18시       | 19.9      | 51.6      | 100       | 960        | 1.0000 |
| 허리케인   | 7월 8일 0시        | 20.6      | 52.2      | 105       | 952        | 1.1025 |
| 허리케인   | 7월 8일 6시        | 21.1      | 52.9      | 105       | 955        | 1.1025 |
| 허리케인   | 7월 8일 12시       | 21.8      | 53.5      | 90        | 970        | 0.8100 |
| 허리케인   | 7월 8일 18시       | 22.4      | 54.4      | 75        | 980        | 0.5625 |
| 허리케인   | 7월 9일 0시        | 22.7      | 55.2      | 70        | 985        | 0.4900 |
| 허리케인   | 7월 9일 6시        | 23.2      | 56.1      | 65        | 987        | 0.4225 |
| 허리케인   | 7월 9일 12시       | 23.8      | 57.0      | 65        | 987        | 0.4225 |
| 허리케인   | 7월 9일 18시       | 24.5      | 57.8      | 85        | 974        | 0.7225 |
| 허리케인   | 7월 10일 0시       | 25.2      | 58.6      | 90        | 970        | 0.8100 |
| 허리케인   | 7월 10일 6시       | 25.7      | 59.1      | 90        | 970        | 0.8100 |
| 허리케인   | 7월 10일 12시      | 26.3      | 59.8      | 80        | 977        | 0.6400 |
| 허리케인   | 7월 10일 18시      | 26.9      | 60.5      | 75        | 980        | 0.5625 |
| 허리케인   | 7월 11일 0시       | 27.4      | 61.0      | 75        | 980        | 0.5625 |
| 허리케인   | 7월 11일 6시       | 27.8      | 61.5      | 75        | 980        | 0.5625 |
| 허리케인   | 7월 11일 12시      | 28.3      | 61.8      | 75        | 980        | 0.5625 |
| 허리케인   | 7월 11일 18시      | 28.8      | 62.1      | 80        | 976        | 0.6400 |
| 허리케인   | 7월 12일 0시       | 29.3      | 62.3      | 80        | 976        | 0.6400 |
| 허리케인   | 7월 12일 6시       | 29.7      | 62.5      | 80        | 976        | 0.6400 |
| 허리케인   | 7월 12일 12시      | 29.7      | 62.5      | 75        | 976        | 0.5625 |
| 허리케인   | 7월 12일 18시      | 29.9      | 62.5      | 65        | 983        | 0.4225 |
| 허리케인   | 7월 13일 0시       | 29.9      | 62.4      | 65        | 984        | 0.4225 |
| 허리케인   | 7월 13일 6시       | 29.8      | 62.5      | 65        | 985        | 0.4225 |
| 열대폭풍   | 7월 13일 12시      | 29.9      | 62.7      | 60        | 988        | 0.3600 |
| 열대폭풍   | 7월 13일 18시      | 30.1      | 62.9      | 55        | 991        | 0.3025 |
| 열대폭풍   | 7월 14일 0시       | 30.5      | 63.1      | 55        | 990        | 0.3025 |
| 열대폭풍   | 7월 14일 6시       | 31.0      | 63.5      | 55        | 990        | 0.3025 |
| 열대폭풍   | 7월 14일 12시      | 31.6      | 63.8      | 55        | 994        | 0.3025 |
| 열대폭풍   | 7월 14일 18시      | 32.5      | 64.1      | 60        | 995        | 0.3600 |
| 열대폭풍   | 7월 15일 0시       | 33.5      | 63.8      | 60        | 995        | 0.3600 |
| 열대폭풍   | 7월 15일 6시       | 34.3      | 63.5      | 60        | 995        | 0.3600 |
| 열대폭풍   | 7월 15일 12시      | 35.3      | 63.0      | 60        | 995        | 0.3600 |
| 열대폭풍   | 7월 15일 18시      | 36.2      | 62.5      | 60        | 995        | 0.3600 |
| 열대폭풍   | 7월 16일 0시       | 36.7      | 61.8      | 60        | 995        | 0.3600 |
| 열대폭풍   | 7월 16일 6시       | 36.8      | 61.3      | 60        | 995        | 0.3600 |
| 열대폭풍   | 7월 16일 12시      | 36.8      | 60.9      | 60        | 995        | 0.3600 |
| 열대폭풍   | 7월 16일 18시      | 36.3      | 60.7      | 60        | 995        | 0.3600 |
| 열대폭풍   | 7월 17일 0시       | 35.7      | 60.3      | 55        | 996        | 0.3025 |
| 열대폭풍   | 7월 17일 6시       | 34.9      | 59.7      | 50        | 997        | 0.2500 |
| 열대폭풍   | 7월 17일 12시      | 34.3      | 58.9      | 50        | 997        | 0.2500 |
| 열대폭풍   | 7월 17일 18시      | 33.9      | 57.8      | 50        | 997        | 0.2500 |
| 열대폭풍   | 7월 18일 0시       | 33.7      | 56.0      | 50        | 997        | 0.2500 |
| 열대폭풍   | 7월 18일 6시       | 34.4      | 54.4      | 55        | 995        | 0.3025 |
| 열대폭풍   | 7월 18일 12시      | 35.5      | 53.0      | 55        | 995        | 0.3025 |
| 허리케인   | 7월 18일 18시      | 36.9      | 51.5      | 65        | 989        | 0.4225 |
| 허리케인   | 7월 19일 0시       | 38.6      | 49.7      | 65        | 989        | 0.4225 |
| 허리케인   | 7월 19일 6시       | 40.4      | 48.0      | 65        | 989        | 0.4225 |
| 허리케인   | 7월 19일 12시      | 42.1      | 46.3      | 65        | 989        | 0.4225 |
| 허리케인   | 7월 19일 18시      | 43.7      | 44.3      | 65        | 989        | 0.4225 |
| 열대폭풍   | 7월 20일 0시       | 45.3      | 42.4      | 60        | 990        | 0.3600 |
| 열대폭풍   | 7월 20일 6시       | 47.6      | 40.0      | 60        | 985        | 0.3600 |
| 온대저기압 | 7월 20일 12시      | 50.0      | 37.0      | 60        | 985        | 0      |
| 온대저기압 | 7월 20일 18시      | 53.0      | 34.0      | 55        | 990        | 0      |
| 온대저기압 | 7월 21일 0시       | 55.1      | 31.0      | 50        | 990        | 0      |
| 온대저기압 | 7월 21일 6시       | 58.5      | 27.0      | 45        | 990        | 0      |
| 소멸       | 7월 21일 12시      |           |           |           |            |        |

## 피해
허리케인 버사로 인해 발생한 강한 파도로 뉴저지주에서 3명이 사망하였다. 

## 기록
허리케인 버사는 7월 대서양에서 발생한 열대저기압 중에서 17일 동안 활동하여 제일 오랫동안 활동한 허리케인으로 기록되었다 그리고 서경 24.7°에서 열대폭풍으로 발달하여 제일 동쪽에서 발생한 열대폭풍으로 기록되었고, 서경 50.2°에서 허리케인 등급으로 발달하여 제일 동쪽에서 발달한 허리케인으로 기록되었으며, 서경 52.1°에서 메이저 허리케인(Major Hurricane)으로 발달하여 제일 동쪽에서 8월 이전에 메이저 허리케인으로 발달한 허리케인으로 기록되었다.(종전 기록은 1996년에 발생한 허리케인 버사이다.) 또한, 허리케인 버사는 8월 이전에 대서양에서 발생한 열대저기압 중에서 6번째로 강한 열대저기압으로 기록되었고, 7월에 발생한 열대저기압 중에서 2005년에 발생한 허리케인 데니스, 허리케인 에밀리 이후로 3번째로 강한 열대저기압으로 기록되었다. 그리고 1999년에 발생한 허리케인 브렛 이후로 알파벳 "B"로 시작하는 북대서양의 열대폭풍 중에서 허리케인 등급에 도달한 허리케인으로 기록되었다.